# Ludford (Lincolnshire)
Ludford – wieś w Anglii, w hrabstwie Lincolnshire, w dystrykcie East Lindsey. Leży 29 km na północny wschód od Lincoln i 209 km na północ od Londynu.
Miejscowość liczy 435 mieszkańców.